# پایگاه نیروی هوایی فرودگاه صحرایی دریفتوود بی
پایگاه نیروی هوایی فرودگاه صحرایی دریفتوود بی (به انگلیسی: Driftwood Bay Air Force Station Airfield) (به زبان بومی: Driftwood Bay Air Force Station) یک فرودگاه نظامی است که یک باند فرود شن دارد و طول باند آن ۱۰۶۷ متر است. این فرودگاه در کشور ایالات متحده آمریکا قرار دارد و در ارتفاع ۷ متری از سطح دریا واقع شده‌است.